# Bibliothèque de l’Arsenal

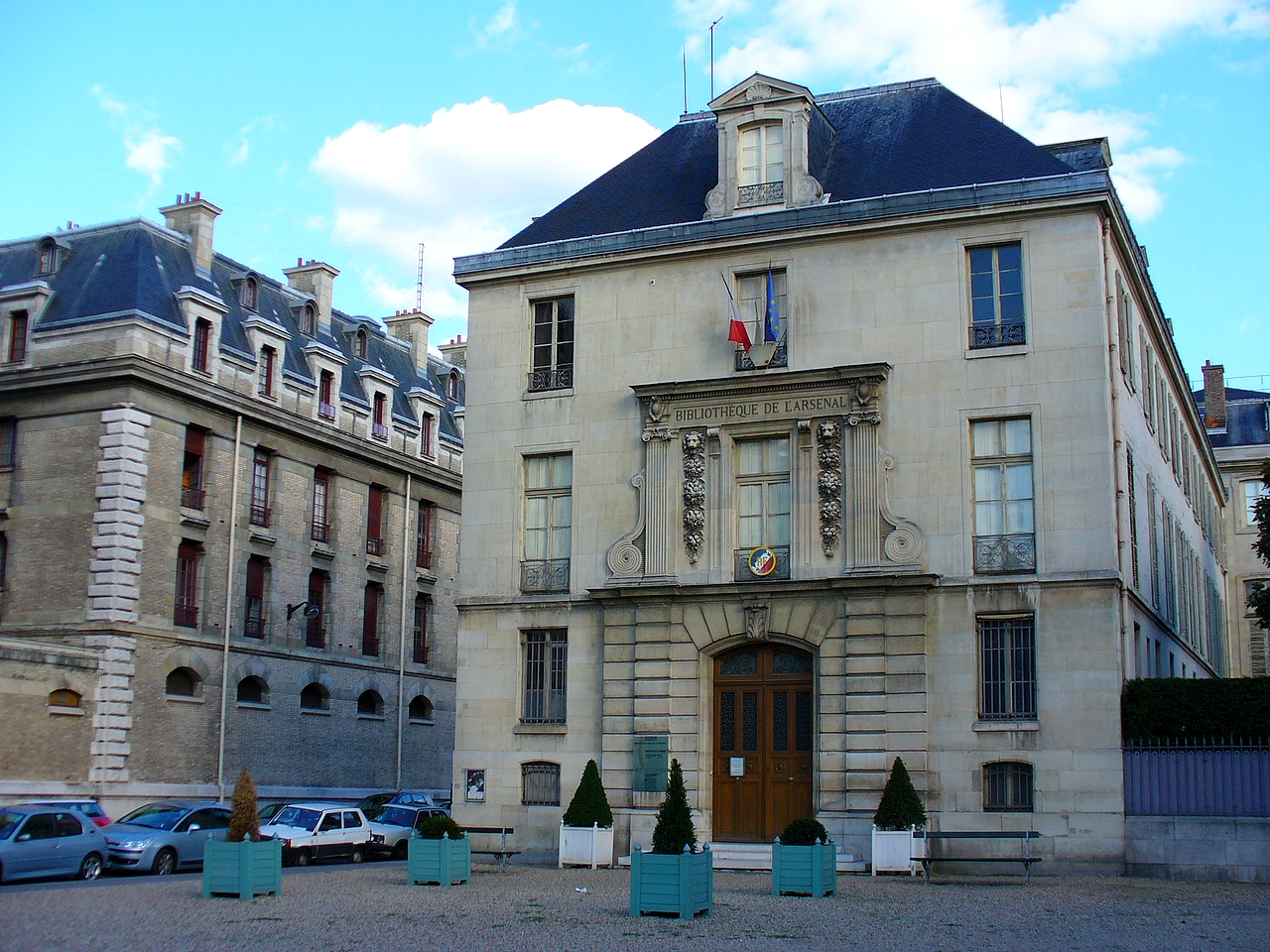
Eingang in die Bibliothek des Arsenals

Die Bibliothèque de l’Arsenal (Bibliothek des Arsenals) ist eine bedeutende, 1757 gegründete Bibliothek auf dem Gelände des Arsenals von Paris, die seit 1934 als eigene Abteilung Teil der Bibliothèque nationale de France (BNF) ist. Sie befindet sich in der Rue de Sully.
Die Bibliothek hat ihren Ursprung als rund 50.000 Bände umfassende Privatbibliothek des leidenschaftlichen Bibliophilen, Diplomaten und Kriegsministers Antoine René de Voyer de Paulmy d’Argenson (Marquis von Paulmy, 1722–1787), der im Arsenal als Großmeister der Artillerie wohnte. Das Arsenal war das Munitions- und Waffenlager nahe der Bastille. Seine Sammlung umfasste viele mittelalterliche Handschriften und er gab Wissenschaftlern großzügig Zutritt. 1786 kaufte er die umfangreiche Bibliothek des Duc de la Vallière (1708–1780). Schließlich verkaufte er seine Bibliothek selbst an den Comte d’Artois, den Bruder des Königs Ludwig XVI. Damit hatte auch dieser eine eigene Bibliothek, die wie die Bibliothèque royale öffentlich zugänglich war.
In der Französischen Revolution wurde sie beschlagnahmt und durch Manuskripte und Bücher aus geplünderten Klöstern und durch das Archiv der benachbarten Bastille erweitert. 1797 wurde sie öffentliche Bibliothek. Nachdem Charles Nodier 1824 Bibliothekar wurde, organisierte er dort einen bekannten literarischen Salon und baute deren Bestände an Belletristik aus. Zu den regelmäßigen Lesern gehörte Honoré de Balzac. Sie haben eine Kopie jeder in Paris veröffentlichten Zeitschrift aus der Zeit von 1880 bis 1914. Ab 1900 war der Dichter José-Maria de Heredia Konservator an der Bibliothek. Außerdem war ab 1878 der Schriftsteller Louis Ulbach (Ferragus) Konservator und sein Nachfolger war Paul Cottin (1856–1932). Hier finden sich auch das Archiv (Fonds) Lambert, das Joris Karl Huysmans gewidmet ist, die Sammlung des Typographen Ladislas Mandel und die Archive von Georges Perec und Oulipo.
Sie war früher auch unter dem Namen Librairie de Monsieur bekannt.
Heute umfasst sie rund eine Million Dokumente, davon 150.000 vor 1880 datierte Exemplare.